# Пепоаза (рід)
Пепоа́за (Neoxolmis) — рід горобцеподібних птахів родини тиранових (Tyrannidae). Представники цього роду мешкають в Південній Америці.

## Таксономія і систематика
Молекулярно-генетичне дослідження, проведене Телло та іншими в 2009 році дозволило дослідникам краще зрозуміти філогенію родини тиранових. Згідно із запропонованою ними класифікацією, рід Пепоаза (Neoxolmis) належить до родини тиранових (Tyrannidae), підродини Віюдитиних (Fluvicolinae) і триби Монжитових (Xolmiini). До цієї триби систематики відносять також роди Гохо (Agriornis), Негрито (Lessonia), Дормілон (Muscisaxicola), Сатрапа (Satrapa), Монжита (Xolmis), Смолик (Hymenops), Сивоголовий кіптявник (Cnemarchus), Ада (Knipolegus) і Кіптявник (Myiotheretes).
Раніше рід Neoxolmis вважався монотиповим, і включав лише вид Neoxolmis rufiventris, однак за результатами молекулярно-генетичного дослідження, результати якого були опубліковані у 2020 році, три види були переведені з роду Монжита (Xolmis) до роду Пепоаза (Neoxolmis).

## Види
Виділяють чотири види:
- Монжита чорноголова (Neoxolmis coronatus)
- Монжита іржаста (Neoxolmis rubetra)
- Монжита мала (Neoxolmis salinarum)
- Пепоаза (Neoxolmis rufiventris)

## Етимологія
Наукова назва роду Neoxolmis походить від сполучення слова дав.-гр. νεος — мурашка і наукової назви роду Монжита (Xolmis F. Boie, 1826).